# Devoir conjugal en droit français
En droit français, le devoir conjugal désigne l'exigence d'une vie sexuelle régulière au sein du mariage. Sa portée juridique est traditionnellement saisie à travers deux questions : celle de la possibilité ou de l'impossibilité juridique du viol entre époux et celle du refus volontaire et persistant des relations sexuelles comme cause de divorce pour faute. 
La France est condamnée le 23 janvier 2025 par la CEDH, qui rappelle que « [...] tout acte sexuel non consenti est constitutif d'une forme de violence sexuelle. »

## Une construction jurisprudentielle
Bien que le terme soit absent du Code civil, la jurisprudence a déduit l'obligation de relations sexuelles entre époux du devoir de fidélité (la fidélité est ici entendue comme l'exclusivité) disposée à l'article 212 du Code civil et de l'obligation de cohabitation disposée anciennement dans l'article 215 du même Code :
« Les époux se doivent mutuellement respect, fidélité, secours, assistance. »
— Article 212 du Code civil
« Le choix de la résidence de la famille appartient au mari ; la femme est obligée d'habiter avec lui, et il est tenu de la recevoir. »
— Article 215 ancien du Code civil
Après de la loi du 4 juin 1970 relative à l'autorité parentale, la terminologie change et l'obligation de cohabitation devient une obligation de communauté de vie :
« Les époux s'obligent mutuellement à une communauté de vie. »
— Article 215 du Code civil
D'origine légale, les obligations du mariage disposées aux articles 212 et 215 ne peuvent être assimilées à des obligations de nature patrimoniale et les époux ne peuvent donc s'en dispenser unilatéralement ou conjointement, amiablement ou conventionnellement : ce sont des obligations impératives et d'ordre public. Attendu que les « règles relatives aux devoirs et droits respectifs des époux énoncées par les articles 212 et suivants du Code civil sont d'application territoriale », ces règles sont valables en tant que lois de police pour tous les couples mariés résidant en France. Cependant, la jurisprudence admet parfois de ne pas sanctionner une infidélité commise durant la procédure de divorce et les époux séparés de corps ne sont plus tenus par l'obligation de vie commune.
Traditionnellement, la doctrine fait du devoir conjugal « l'aspect positif » — l'obligation de faire — du devoir de fidélité (« l'aspect négatif » — l'obligation de ne pas faire — étant l'exclusivité de la foi conjugale, c'est-à-dire « l'interdiction de nouer des relations intimes avec un tiers »). Le devoir conjugal fonde « en grande partie » la présomption de paternité.
Bien que l'engagement à une « vie commune » soit un élément constitutif du pacte civil de solidarité (articles 515-1 et 515-4), le pacs ne contient aucune référence à un quelconque devoir de fidélité et ainsi l'obligation de vie commune n'y est pas liée à un devoir conjugal ou à une obligation de s'abstenir de tout comportement « infidèle ».
Selon Thomas Hermand, l'arrêt européen de 2025 (voir fin de du présent article) pourrait faire jurisprudence (au civil et a pénal) sur la notion de « faute » dans le couple, « en écartant les fondements reposant sur des obligations contraires aux droits fondamentaux. Il impose aussi une cohérence entre le droit civil et le droit pénal, ce dernier reconnaissant explicitement le caractère illégal de toute relation sexuelle non consentie. Il réaffirme un principe fondamental : le mariage, bien qu’étant une institution juridique, ne saurait justifier une atteinte aux libertés fondamentales des époux. Ce jugement offre une opportunité de repenser les obligations matrimoniales à la lumière des droits humains, et de garantir que les relations entre conjoints restent fondées sur le respect mutuel et le consentement ».

## Historique

### Le viol entre époux
L'historienne du droit Marcela Iacub a rappelé la conception qui prévalait depuis le Code civil de 1804 jusqu'en 1980 :

« À la différence du droit de l'Ancien Régime, le mariage issu du Code civil de 1804 avait assujetti la sexualité à son emprise. Cette institution avait fait de la sexualité une sorte de service exclusif que les époux se devaient l'un à l'autre. Les relations sexuelles étaient un devoir qui pouvait être exigé par la contrainte. Non seulement pouvait-on faire appel à la police pour obliger le conjoint récalcitrant à regagner le domicile conjugal, mais il était aussi possible d'obtenir ses faveurs par la violence physique.
La jurisprudence avait décidé qu'il ne pouvait pas y avoir de viol entre époux, tant que le mari avait imposé à son épouse une pénétration vaginale. »

— Iacub 2008, p. 35-36
Elle donne en exemple deux « arrêts célèbres » pour « illustrer cette façon de penser l'impossibilité de viol entre époux ». Le premier, pris par la Cour d'Alger en avril 1887 concerne un mari qui ne parvenant pas à consommer son mariage par vice de conformation génitale de son épouse, « l'a attachée aux poutres de la toiture pour lui maintenir les jambes écartées, il lui a introduit un cylindre de bois taillé en pointe, puis a essayé, à l'aide de ce bâton, de lui élargir les voies vulvo-utérines ». Le jeune homme fut seulement jugé coupable de blessures volontaires, car « il n'y avait pas d'outrages illicites, contraires aux fins du mariage ».
L'autre arrêt émane de la Cour de cassation, en 1910. Un homme marié avait eu des rapports sexuels avec violence avec son épouse en présence de leurs enfants, son frère l'aidant en tenant sa belle-sœur. La Cour de cassation, tout en reconnaissant que la pudeur de l'épouse a été atteinte, ne reconnait pas le qualificatif de viol :

« l'acte du prévenu ne saurait être qualifié de viol, ce crime se caractérisant par une conjonction illicite, que, envisagé en lui-même et en faisant abstraction de toute circonstance extrinsèque, il ne pourrait non plus constituer un attentat à la pudeur avec violence ; qu'en effet, la pudeur de la femme mariée ne saurait être offensée par un acte qui est des fins légitimes du mariage ; mais que, dans les circonstances où il aurait été accompli, en présence du frère du mari et des enfants des époux, il était de nature à porter une grave atteinte à la pudeur de la victime. »

— Iacub 2008, p. 44
La possibilité d'un viol entre époux, y compris en cas de coït vaginal, fut déduite de la nouvelle définition du viol donnée par la loi du 23 décembre 1980 qui a modifié l'article 332 du Code pénal, et qui est repris dans l'article 222-23 du Code pénal de 1994:
« Tout acte de pénétration sexuelle, de quelque nature qu'il soit, commis sur la personne d'autrui, par violence, contrainte ou surprise, constitue un viol. »
— Article 332 de l'Ancien code pénal
Il fallut cependant l'arrêt de la Cour de cassation du 11 juin 1992 pour que cette nouvelle définition s'impose. 
La loi du 4 avril 2006 a inséré l'incrimination expresse du viol entre époux dans la loi :
« Le viol et les autres agressions sexuelles sont constitués lorsqu'ils ont été imposés à la victime dans les circonstances prévues par la présente section, quelle que soit la nature des relations existant entre l'agresseur et sa victime, y compris s'ils sont unis par les liens du mariage. Dans ce cas, la présomption de consentement des époux à l'acte sexuel ne vaut que jusqu'à preuve du contraire. »
— Article 222-22 ancien du Code pénal
Enfin, la loi du 9 juillet 2010 a supprimé la référence à une présomption de consentement des époux à l'acte sexuel. C'est toutefois un crime très peu sanctionné.

### L'évolution de la conception du mariage
Le droit romain avait du mariage une vision purement consensuelle, car l'union sexuelle n'y est pas juridiquement nécessaire pour la validité du mariage (nuptias non concubitus sed consensus facit).
Le droit canonique donnait par contre à la copula carnalis (« union des chairs ») un rôle essentiel. Selon l'Église, la consommation du mariage est une condition de perfection du mariage. Le mariage conclu mais non consommé, matrimonium ratum et non consommatum, est valide mais imparfait. Il peut donc être dissout, par une dispense du Pape, à la différence du mariage parfait (ratum ac consommatum), qui est indissoluble (toutefois, au XIIe siècle, Pierre Lombard soutenait une conception plus intellectuelle, fondée sur le consentement). La copula carnalis est aussi un effet du mariage. Cette dissolution d'un mariage par le Pape, pour cause de non-consommation, est d'ailleurs appelée dispense papale ; elle n'est jamais une déclaration de nullité.
À partir du Code civil de 1804, une nouvelle conception du sexe et du mariage, dite « spiritualiste », apparait :

« Tout en psychologie, notre droit matrimonial n'avait plus de place pour la donnée biologique, corporelle. Nul doute que le réalisme canonique ne lui ait inspiré quelque horreur. Le corps humain n'apparait pour ainsi dire jamais dans le code civil : l'homme y est personne, c'est-à-dire pur esprit. »

— Carbonnier 1950, p. 331
Analysant l'évolution de la conception du mariage en droit français, la juriste et historienne du droit Marcela Iacub attribue à l'évolution de la jurisprudence concernant l'annulation de mariage pour impuissance un rôle de marqueur décisif dans la « conception spiritualiste du sexe ». À ce titre, elle relève particulièrement l'arrêt de la Cour de cassation du 6 avril 1903 qui établissait que « le mariage ne peut être légalement contracté qu'entre deux personnes appartenant l'une au sexe masculin et l'autre au sexe féminin », exigeant que « le sexe du chacun des époux soit reconnaissable et qu'il diffère de celui de l'autre conjoint », mais sans rentrer dans les détails de l'intimité sexuelle :

« le défaut, la faiblesse ou l'imperfection de certains des organes caractéristiques du sexe sont sans influence possible sur la validité du mariage ; il peut en résulter seulement un état d'impuissance naturelle ou accidentelle et le Code civil, à la différence de l'ancienne législation et dans le but de prévenir les incertitudes, les difficultés et les scandales de la preuve, n'a pas accordé pour cette cause d'action en nullité »

Si pour le procureur général Manuel-Achille Baudouin cet arrêt faisait du mariage « l'union des âmes et des volontés », consacrant ainsi la conception spiritualiste du mariage, un commentateur tel le juriste Albert Wahl se fit plus critique. Il souligne que « c'est bien à la validité du mariage entre personnes de sexe identique que conduirait cette trop belle idée que le mariage est l'union des âmes ».
Toutefois, les 13 mars et 20 novembre 1958, le tribunal civil de Grenoble applique pour la première fois la notion d'erreur sur la personne dans le cas d'un mariage avec un impuissant, permettant l'annulation du mariage. À partir de cette jurisprudence, l'aptitude à des relations sexuelles « normales » est devenue une qualité essentielle d'une personne. D'où une transformation du sens attribué au mariage : « Les juges de Grenoble ont transformé la nature volontaire et intellectuelle du mariage en une union ‘normale' des corps et des chairs ».

### Parallèle entre le consentement aux relations sexuelles et le consentement à la procréation
Selon le Code civil avant 1980 et la jurisprudence attachée, consentir à un mariage était consentir à toutes les relations sexuelles futures entre époux, mais aussi à la procréation : la filiation des enfants du couple marié (filiation légitime) était établie automatiquement.
Ce qui, à l'époque, contrastait avec la filiation hors mariage (filiation naturelle) qui demandait un acte de reconnaissance de la part de l'homme et de la femme. Cette différence, attribuant un caractère purement volontaire à la filiation naturelle, commença à évoluer au XXe siècle, d'abord timidement avec la loi du 16 novembre 1912, qui permet pour la première fois l'action en recherche de paternité, quoique assortie de nombreuses restrictions, restrictions qui seront levées par la loi du 8 janvier 1993.
L'ordonnance du 4 juillet 2005, entrée en vigueur le 1er juillet 2006, ratifiée par la loi du 16 janvier 2009, a supprimé l'obligation de reconnaissance de maternité pour les femmes non mariées, supprimant ainsi pour les femmes la différence dans le mode d'établissement de leur filiation avec leurs enfants : une femme qui accouche est mère automatiquement (hors accouchement sous X), sans avoir à manifester sa volonté.
La présomption de paternité reste toutefois en vigueur pour les hommes mariés et continue d'établir automatiquement leur filiation envers les enfants de leur épouse.

### Portée actuelle de la notion de devoir conjugal en France
Le devoir conjugal, consistant en un consentement à partager une vie sexuelle régulière avec son ou sa conjointe, ne s'analyse pas comme une obligation de satisfaire l'autre à la moindre demande, ni comme un droit à disposer du corps de l'autre, ce qui s'opposerait à une « notion civilisée du mariage ». Il n'implique pas non plus l'obligation de faire lit commun, ni d'entretenir des relations en cas d'empêchement avéré. Malgré cela, les professeurs Jean Hauser et Jean-Louis Renchon soulignent l'idée qu'il y aurait un aspect « schizophrénique »  à, d'une part, sanctionner pénalement le viol entre époux, et, d'autre part, à sanctionner le refus unilatéral de se soumettre au devoir conjugal.

## Portée actuelle

### Motif de divorce pour faute
Si la reconnaissance de la possibilité d'un viol entre époux empêche aujourd'hui l'exécution forcée du devoir conjugal, l'absence volontaire et persistante de relations sexuelles reste un motif de divorce pour faute valable lorsqu'elle est « volontaire et persistante et marque le mépris ou l'indifférence pour [l'autre conjoint] », puisque constituant une violation grave et renouvelée des devoirs du mariage, rendant intolérable le maintien de la vie commune. Il en serait de même d'un manquement répété au respect de l'autre, qui fait partie des devoirs du mariage.
Jean-Michel Bruguière cite un arrêt de la Cour d'appel d'Amiens, du 28 février 1996 :

« Il est de jurisprudence constante que le devoir de cohabitation implique l'obligation de consommer le mariage, chacun des époux étant tenu envers l'autre à accomplir le devoir conjugal. »

Il réfute aussi l'idée que la notion de devoir conjugal n'aurait plus de portée dans le divorce pour faute, relevant, en 2000 : « Une recherche attentive sur cette question menée depuis 1980 fournit en effet pas moins de cent vingt-quatre décisions », celles-ci se partageant entre fautes pour abstinence volontaire (les plus fréquentes) et fautes pour « inconduite » ou demandes sexuelles abusives. Toutefois, dans la majorité des cas, les torts sont jugés partagés, « le refus du devoir établissant, avec d'autres éléments, l'incompréhension qui règne dans le couple ».
Ainsi, l'absence de relations sexuelles a pu être jugée comme constituant un quasi-délit, sur le fondement de la doctrine de la responsabilité du fait personnel disposée dans l'article 1240 de Code civil (qui était l'article 1382 antérieurement à l'ordonnance du 10 février 2016), lequel oblige celui qui a commis un dommage à autrui à le réparer (notamment en payant) :
« Tout fait quelconque de l'homme, qui cause à autrui un dommage, oblige celui par la faute duquel il est arrivé à le réparer. »
— Article 1240 du Code civil

### Affaires récentes
En 2011, un homme a été condamné à verser 10 000 € à son épouse pour avoir manqué à ses devoirs conjugaux pendant plusieurs années, causant ainsi un dommage à réparer. Pour la justice, « la quasi absence de relations sexuelles pendant plusieurs années, certes avec des reprises ponctuelles, avait contribué à la dégradation des rapports entre époux (…) les attentes de l'épouse étaient légitimes dans la mesure où les rapports sexuels sont notamment l'expression de l'affection qu'ils se portent mutuellement, tandis qu'ils s'inscrivent dans la continuité les devoirs découlant du mariage ».
En septembre 2020, la Cour de cassation valide la décision de la Cour d'appel de Versailles dans une affaire de divorce, celui-ci étant prononcé aux torts exclusifs de l'épouse à cause d'une « violation grave et renouvelée des devoirs et obligations du mariage rendant intolérable le maintien de la vie commune ». Cette dernière avait demandé le divorce pour motifs de violences conjugales, et son ex-époux avait répondu en contestant ces violences et en invoquant le refus de sa femme d'avoir des relations sexuelles depuis 10 ans. L'épouse a demandé à la Cour européenne des droits de l'homme de condamner la justice française pour cette décision,. Le 23 janvier 2025, la cour rend un verdict en faveur de la plaignante et déclare l'État français coupable de violation de l'article 8.

### Décision historique de la CEDH
Le 23 janvier 2025, à la suite de la requête d'une citoyenne française dénonçant sa condamnation comme fautive — lors de son divorce (demandé en 2012) — par le juge aux affaires familiales du tribunal de grande instance de Versailles (en 2018), au motif qu'elle n'avait pas « respecté le devoir conjugal » ; et après avoir épuisé tous ses recours vis-à-vis de la justice française, la requérante fait appel à la CEDH, qui condamne la France ; rappelant que : 

« [...] tout acte sexuel non consenti est constitutif d'une forme de violence sexuelle. [...] La Cour ne saurait admettre, comme le suggère le gouvernement [français], que le consentement au mariage emporte un consentement aux relations sexuelles futures. Une telle justification serait de nature à ôter au viol conjugal son caractère répréhensible, »